# エドワード・リッチ (第7代ウォリック伯爵)
第7代ウォリック伯爵および第4代ホランド伯爵エドワード・ヘンリー・リッチ（英語: Edward Henry Rich, 7th Earl of Warwick and 4th Earl of Holland、1698年1月 – 1721年8月16日）は、イングランド貴族。1698年から1701年までリッチ卿の儀礼称号を使用した。

## 生涯
第6代ウォリック伯爵エドワード・リッチとシャーロット・ミドルトン（Charlotte Myddelton）の一人息子として、1698年1月に生まれた。1701年7月31日に父が死去すると、ウォリック伯爵とホランド伯爵の爵位を継承した。
1716年8月に母がジョゼフ・アディソン（1672年 – 1719年）と再婚した。アディソンは以前からリッチ家の友人であり、アディソンが第7代ウォリック伯爵の家庭教師を務めたとされることもあるが、英国人名事典では家庭教師を務めたという説を誤りとしている。アディソンが死去したとき、トマス・ティッケルは『To the Earl of Warwick, on the Death of Mr. Addison』というエレジーを第7代ウォリック伯爵に献呈した。
1718年に王太子ジョージの寝室侍従を務め、翌年に国王ジョージ1世の寝室侍従を務めた。また、1719年1月21日に正式に貴族院議員に就任した。
1721年8月16日に熱病で死去、21日にケンジントンで埋葬された。親族のエドワード・リッチが爵位を継承した。